# Тарлув (гміна)
Гміна Тарлув (пол. Gmina Tarłów) — сільська гміна у східній Польщі. Належить до Опатовського повіту Свентокшиського воєводства.
Станом на 31 грудня 2011 у гміні проживало 5536 осіб.

## Територія
Згідно з даними за 2007 рік площа гміни становила 163.77 км², у тому числі:
- орні землі: 69.00%
- ліси: 22.00%

Таким чином, площа гміни становить 17.97% площі повіту.

## Населення
Станом на 31 грудня 2011:
| Опис     | Загалом | Загалом | Чоловіки | Чоловіки | Жінки | Жінки |
| -------- | ------- | ------- | -------- | -------- | ----- | ----- |
| одиниця  | осіб    | %       | осіб     | %        | осіб  | %     |
| все      | 5536    | 100     | 2710     | 48.95    | 2826  | 51.05 |
| міське   | 0       | 100     | 0        |          | 0     |       |
| сільське | 5536    | 100     | 2710     | 48.95    | 2826  | 51.05 |

## Сусідні гміни
Гміна Тарлув межує з такими гмінами: Аннополь, Балтув, Ліпсько, Ожарув, Солець-над-Віслою, Цьмелюв, Юзефув-над-Віслою.